# Masacre de Huarcatán (2021)
La masacre de Huarcatán ocurrió el 26 de marzo de 2021 en el distrito de Pucacolpa, (Ayacucho), en el centro del Perú. Se registraron cuatro personas muertas; los perpetradores del ataque son miembros del Militarizado Partido Comunista del Perú (MPCP), descendiente directo del otro grupo terrorista Sendero Luminoso.

## Eventos
Una masacre ocurrió en Huarcatán, una localidad andina a las afueras del distrito de Pucacolpa, provincia de Huanta (Ayacucho), Perú. Los atacantes fueron a Huarcatán el 23 de marzo para secuestrar a campesinos que colaboraban con el ejército peruano. Se centraron específicamente en una familia que formaban parte de los Comités de Autodefensa, el padre de dicha familia Pedro Curiñaupa había denunciado en 2020 que su hijastro Teófilo Canchanya había sido desaparecido por las huestes del MPCP.
La familia, que estaba conformada por Curiñaupa, dos de sus menores hijos, su otra hijastra mayor, además del presidente del Comité de Autodefensa Gregorio Ccayas Cerena, fueron llevados al cerro Tambiacocha en Patancha para torturarlos; Ccayas logró escapar. La Policía Nacional del Perú encontró los cuerpos el 27 de marzo del mismo año.
Los pobladores de Huarcatán luego informaron que quienes ingresaron al pueblo fueron entre 15 a 20 militantes del Militarizado Partido Comunista del Perú (MPCP). El MPCP les arrebató sus móviles a los pobladores, estos mismos pobladores expresaron que los atacantes decían que «tomarían venganza [a los que] eran informantes de la Policía».
Los cuerpos fueron trasladados a la morgue de Ayacucho, capital del departamento de Ayacucho. Los cuerpos masculinos que fueron encontrados estaban colgados en un árbol, los restos femeninos fueron encontrados cerca de allí.

## Víctimas
Las muertes fueron de cuatro de los cinco secuestrados, la familia Curiñaupa: 
- Pedro Curiñaupa Arone (70, asesinado)
- Gregorio Ccayas (35, logró huir)
- Yolanda Canchaya (30, asesinada)
- R. C. C. (15, asesinado)
- A. C. A. (16, asesinado)

Canchaya, que era hijastra de Pedro, era pareja de Gregorio Ccayas, el único sobreviviente. Curiñaupa ya recibía amenazas por parte del MPCP al denunciar la desaparición de otro hijastro suyo. El diario Expreso comunicó que el hijastro de Curiñaupa ya había sido ejecutado en 2020 por los insurgentes.

## Atacantes
Las autoridades peruanas informaron que los autores del ataque eran miembros del Militarizado Partido Comunista del Perú, además de que el ataque fue planificado por el mismo líder de la organización, Víctor Quispe Palomino Camarada José, y liderado por los camaradas Fernando y Antonio. Huarcatán se encontraba cerca al límite del distrito de Vizcatán del Ene (Satipo, Junín), que forma parte del VRAEM, en donde opera abiertamente el MPCP.

## Secuelas
El gobernador del departamento de Ayacucho Carlos Rua Carbajal pidió que se realice una «exhaustiva investigación a fin de dar con los responsables», se incrementé la presencia del Estado peruano en el lugar del ataque, y comparó la masacre con las realizadas durante la época del terrorismo entre los años 1990 y 2000.
La Policía Nacional del Perú y el Ejército del Perú iniciaron la Operación Ojo de Águila en el VRAEM para capturar a los responsables de la masacre.